# Cratere Erebus
Erebus è un cratere situato sul pianeta Marte, che è stato esplorato dal rover Opportunity mentre si stava spostando in direzione del cratere Victoria. Il nome deriva dal vascello di esplorazione polare HMS Erebus. Il rover si trovò nelle vicinanze di Erebus tra i sol 550 e 750 (da ottobre 2005 a marzo 2006).
Erebus si trova circa a 2500 metri a sud del piccolo cratere Vostok, che era stato esplorato precedentemente ed è circondato da quello che gli scienziati chiamano "terreno accidentato" (etched terrain), ovvero una regione dove le rocce affiorano dalla sabbia del Meridiani Planum.
Il cratere ha un diametro di 350 m, quasi il doppio del cratere Endurance, ed è molto antico ed eroso, appena visibile dalla superficie. Il suo aspetto assomiglia ad un insieme di affioramenti rocciosi e piatti che racchiudono delle dune.

## Altri crateri visitati da Opportunity
- Cratere Argo
- Cratere Beagle
- Cratere Eagle
- Cratere Emma Dean
- Cratere Endurance
- Cratere Fram
- Cratere Victoria
- Cratere Vostok

## Galleria d'immagini

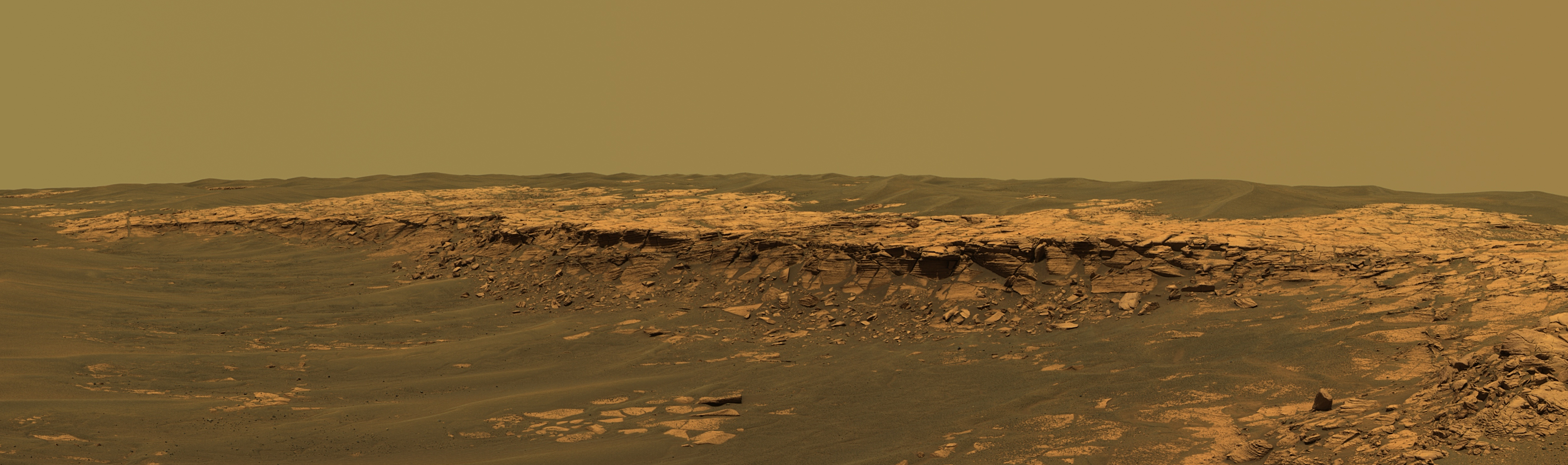
Un affioramento soprannominato "Payson" sul bordo occidentale di Erebus
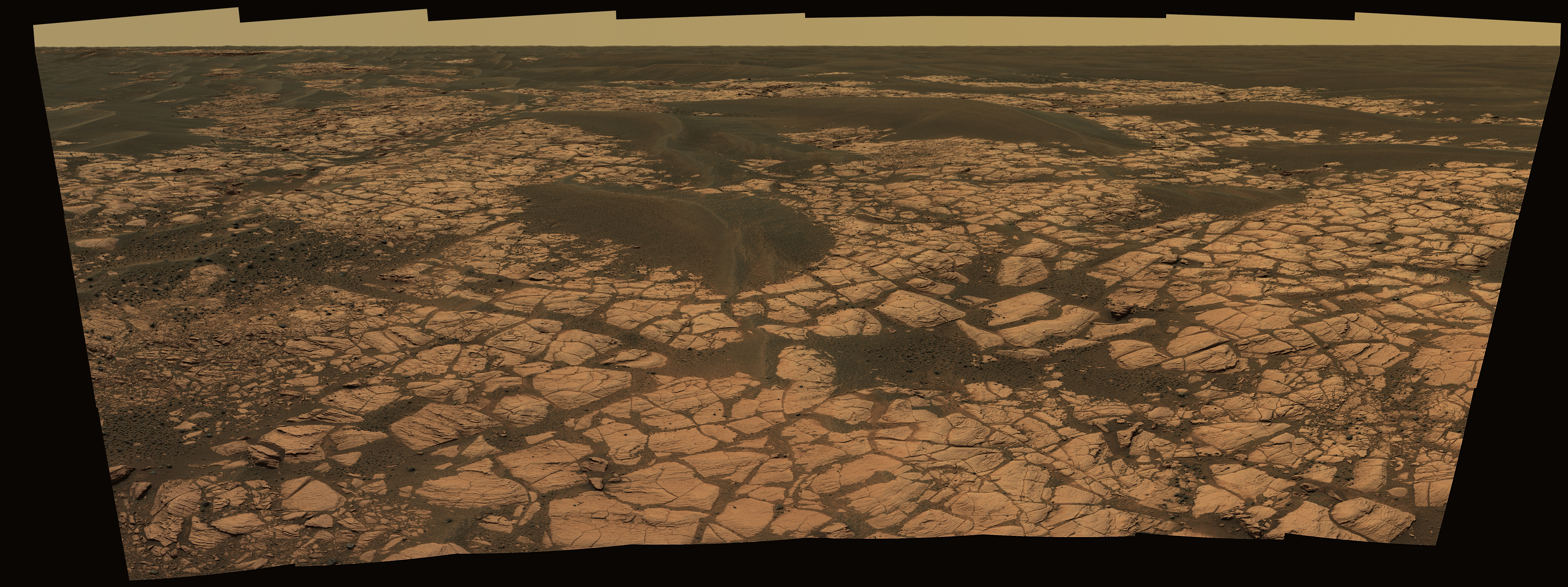
L'affioramento "Olympia" sul margine nord occidentale di Erebus